# Alexis Ohanian
Alexis Kerry Ohanian (Brooklyn, Nueva York; 24 de abril de 1983), es un empresario e inversor de Internet estadounidense. Es más conocido como cofundador y presidente ejecutivo del sitio web Reddit junto con Steve Huffman y Aaron Swartz. También cofundó la firma de capital de riesgo Initialized Capital, ayudó a lanzar el sitio web de búsqueda de viajes Hipmunk y comenzó la empresa social Breadpig. También fue socio de Y Combinator. En 2012, Andy Greenberg de la revista Forbes lo apodó "Alcalde de Internet".
A 2019, Forbes estimó su patrimonio neto en $70 millones de dólares.
Ohanian vive en Florida con su esposa, la tenista profesional Serena Williams, y sus dos hijas.

## Biografía
Ohanian nació en Brooklyn, Nueva York, de madre alemana, Anke, y de padre armenio, Chris Ohanian. Sus abuelos llegaron a Estados Unidos como refugiados después del genocidio armenio. Alexis fue al Howard High School en Ellicott City, Maryland, donde dio su discurso de graduación en 2001.

## Carrera
Después de graduarse de la Universidad de Virginia en 2005 con títulos en comercio e historia, Ohanian y su amigo Steve Huffman presentaron su proyecto MyMobileMenu a Y Combinator. La compañía rechazó la idea, pero animó al dúo a que presentara otro proyecto que potencialmente podría financiar. Posteriormente se les ocurrió reddit.com con el objetivo de que se convirtiera en la "página principal de Internet".
Reddit se unió al primer grupo de empresas emergentes de Y-Combinator en el verano de 2005 y luego fue adquirida por Condé Nast en 2006 por una cantidad no revelada de entre $10 y 20 millones. Ohanian continuó trabajando en estrecha colaboración con Reddit como miembro de su junta directiva. Regresó a Reddit a tiempo completo con el cofundador Huffman en julio de 2015 para liderar la empresa ahora independiente. Se retiró de la empresa en febrero de 2018 para volver a centrarse en la inversión.
En 2007, Ohanian lanzó Breadpig, una "descorporación" que produce mercadería geek y dona las ganancias a la caridad. Ya no participa en las operaciones diarias de Breadpig.
En 2009, Ohanian presentó una charla en TED sobre Mister Splashy Pants, una ballena que está siendo seguida por satélite por Greenpeace. Después de dejar Reddit en 2010, Ohanian pasó tres meses trabajando en microfinanzas como becario de Kiva en Ereván, Armenia. Ohanian ayudó a lanzar el sitio web de búsqueda de viajes Hipmunk en 2010 y ahora actúa como asesor. En junio de 2010, Ohanian anunció el lanzamiento de su empresa Das Kapital Capital, que se centra en la inversión, asesoramiento y consultoría de empresas emergentes.
Ohanian fue nombrado "Embajador en el Este" de la empresa Y-Combinator en sus primeras etapas. En este puesto, se reúne con los solicitantes de la Costa Este, asesora a los fundadores de New York YC y es un representante general de la empresa. También ocupó el cargo de socio a tiempo parcial y socio a tiempo completo en Y-Combinator, antes de irse en 2016 para lanzar el tercer fondo de Initialized Capital con Garry Tan.
El 5 de junio de 2020, Ohanian renunció a la junta de Reddit y pidió ser reemplazado por un candidato negro en respuesta al asesinato de George Floyd. El 10 de junio de 2020, se anunció que Michael Seibel, un empresario afroamericano, fue nombrado miembro de la junta de Reddit.
El 21 de julio de 2020, Ohanian fue anunciado como el inversionista principal en un grupo principalmente femenino que obtuvo una nueva franquicia en la liga National Women's Soccer League, la máxima categoría de fútbol femenino en EE. UU. El nuevo equipo, más tarde presentado como Angel City FC, comenzará a jugar en 2022. El grupo de propietarios, en el que las mujeres tienen una participación mayoritaria, incluye a 14 exmiembros de la selección nacional femenina de Estados Unidos, la actriz ganadora del Oscar Natalie Portman, y muchas otras actrices, artistas, personalidades de los medios y deportistas prominentes, entre ellos la esposa de Ohanian, Serena Williams.

### Inversión en tecnología
Ohanian cofundó Initialized Capital en 2010 e hizo inversiones iniciales en nuevas empresas, como Instacart, Zenefits, Opendoor y Cruise. Ha tenido tres fondos bajo administración, por un total de más de $500 millones. En 2014, CB Insights analizó a todos los inversores en tecnología, ubicando a Ohanian como el número uno en centralidad de red, la amplitud de conexiones que un inversor tiene con otros inversores en el ecosistema y la calidad y profundidad de esos vínculos.
A través de Initialized Capital, Ohanian invirtió $3 millones en la startup de cuidado infantil Kinside en 2019. En 2020, Ohanian también invirtió $4 millones en Dispo.

### Activismo de Internet
A finales de 2010 y principios de 2011, Ohanian se pronunció en contra de la ley Stop Online Piracy Act (SOPA) del Congreso y la ley PROTECT IP (PIPA) del Senado estadounidense. Fue uno de los líderes de la campaña de Internet que finalmente revocó los dos proyectos de ley. Ohanian habló con miembros del Congreso, ayudó a lanzar las protestas nacionales contra SOPA/PIPA que tuvieron lugar el 18 de enero de 2012 y habló en el mitin de Nueva York organizado por NY Tech Meetup.

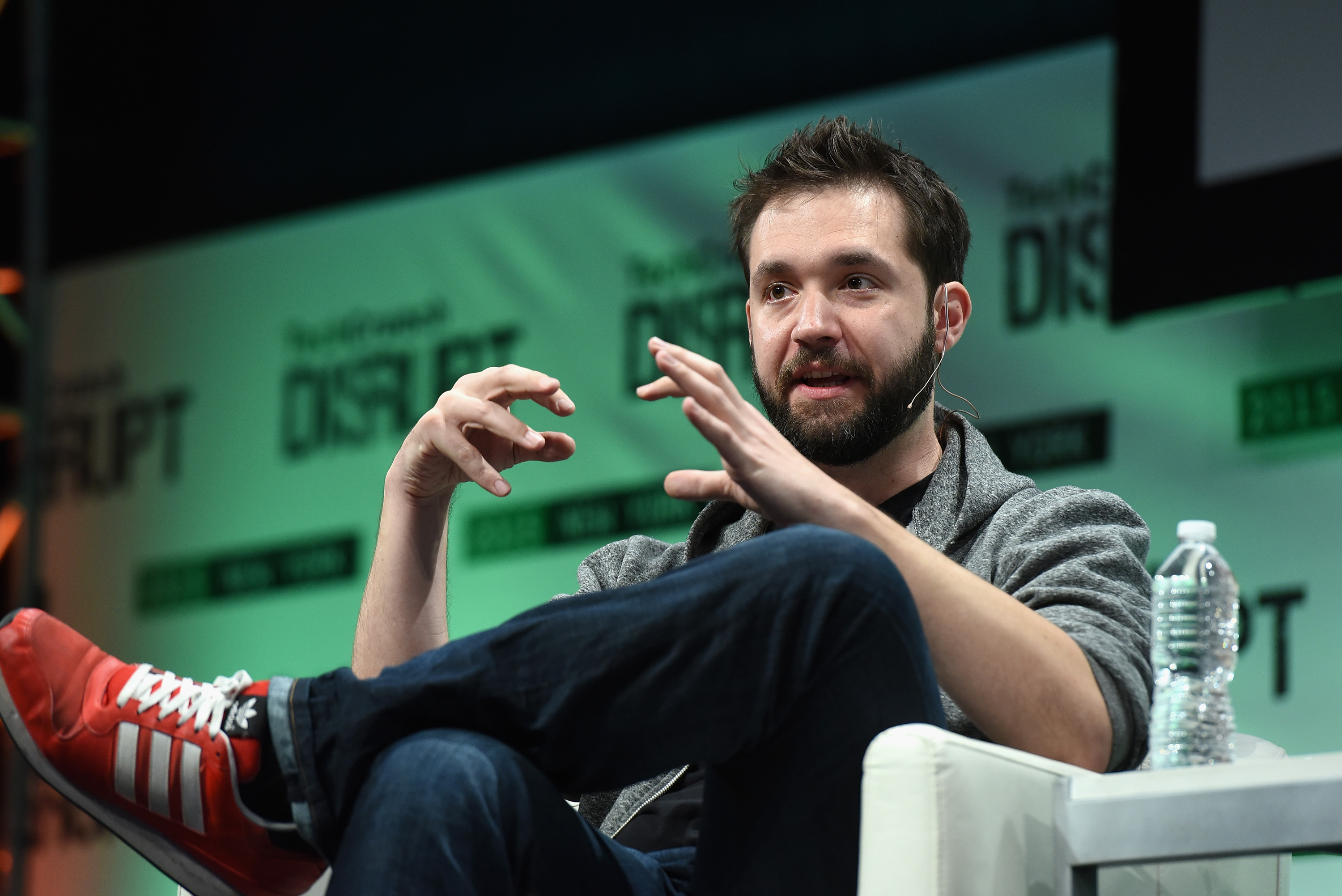
Ohanian en mayo de 2015.

En octubre de 2012, Ohanian se asoció con el gerente general de Reddit, Erik Martin, y se sumó al Internet 2012 Bus Tour, un recorrido en autobús desde Denver (Colorado) a Danville (Kentucky) para hacer campaña por la Internet abierta durante los debates presidenciales y vicepresidenciales. Una de las paradas de la campaña impulsó la idea de un posible "Día Nacional del Geek" en Washington D. C.
En respuesta a su activismo por una Internet abierta, The Daily Dot nombró a Ohanian número uno entre sus diez activistas más influyentes de 2012, y la revista Forbes lo apodó "Alcalde de Internet".
En mayo de 2014, Ohanian comenzó a presionar a la Comisión Federal de Comunicaciones (FCC) para que apoyara la neutralidad de la red, culminando con una maratón telefónica de un día en la FCC y el Congreso el 15 de enero de 2015.

### Despido de Victoria Taylor
El 2 de julio de 2015, Reddit despidió a la directora de comunicaciones Victoria Taylor, encargada de coordinar entrevistas con celebridades desde la oficina de Reddit en Nueva York. En protesta, un grupo de moderadores voluntarios del sitio web desactivaron uno de los foros, debido a "la ira por la forma en que la empresa exige habitualmente que los voluntarios y la comunidad acepten cambios importantes que reducen [su] eficiencia y aumentan [su] carga de trabajo". Al día siguiente, un moderador publicó que "Chooter (Victoria) fue despedida como administradora por u/kn0thing [Alexis Ohanian]", una afirmación sobre la que no se informó ampliamente. Medios de comunicación como Variety culparon a la directora ejecutiva interina Ellen Pao por el despido. El hostigamiento, que ya se estaba dirigiendo hacia Pao en relación con otras controversias, se intensificó y ella renunció una semana después. Sin embargo, el 12 de julio, el exdirector ejecutivo Yishan Wong informó a la comunidad de Reddit que Taylor fue despedida por "el jefe del director general" y acusó a Ohanian de inventar chivos expiatorios. A raíz de la renuncia de Pao, Ohanian habló de su papel en el despido de Taylor argumentando que, a pesar de que los cambios en el sitio web vinieron de él, él se lo había comunicado a Pao. Al igual que se hizo con Pao, se creó una petición en Change.org pidiendo a Ohanian que renunciara, la cual recolectó 1.633 firmas. En 2017, Pao criticó a Ohanian por querer evitar las consecuencias asistiendo al Campeonato de Wimbledon en los días inmediatamente posteriores al despido de Taylor.

## Trabajo creativo

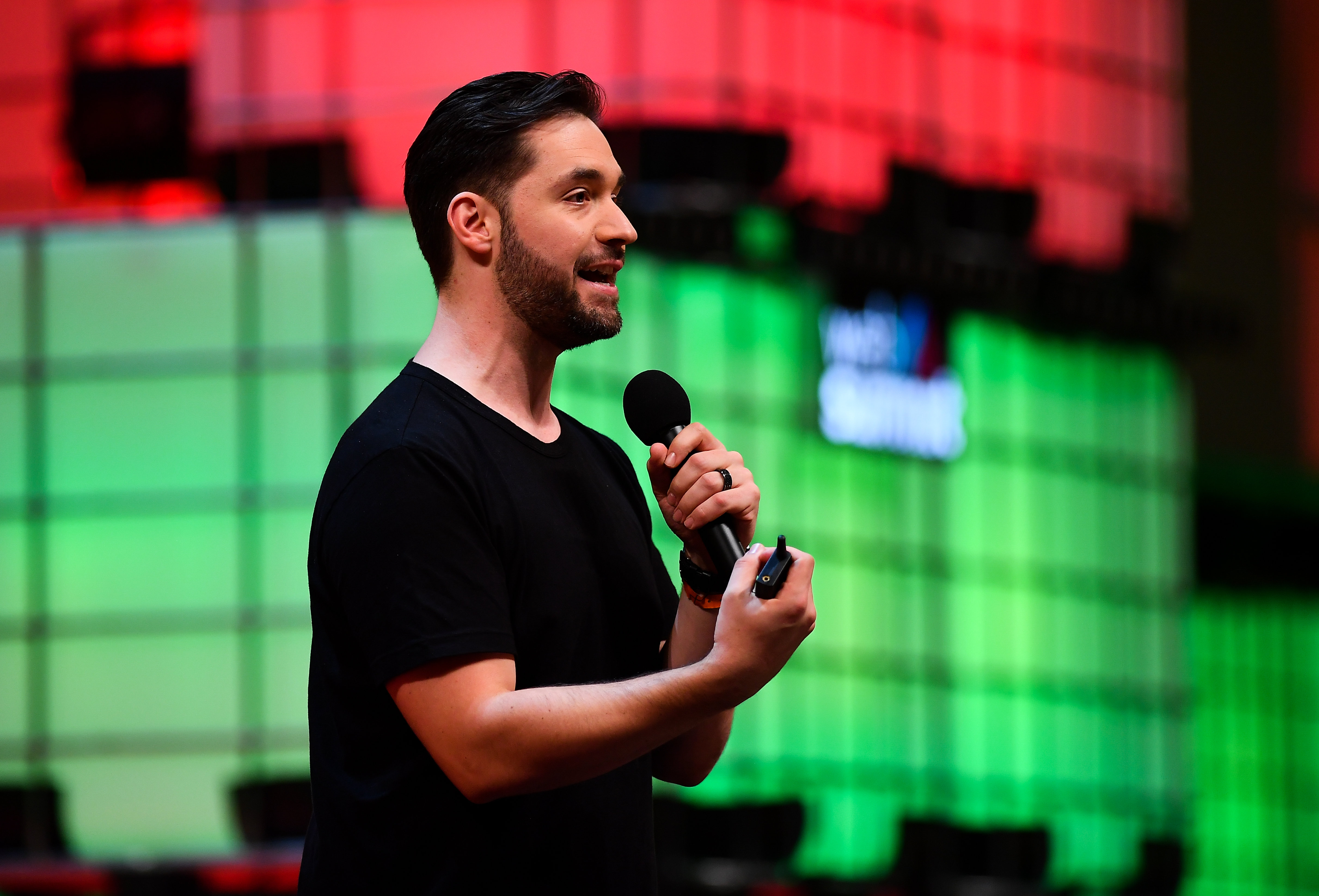
Ohanian en noviembre de 2018

Ohanian ha creado todas las mascotas para las empresas que fundó. A principios de 2017, trabajó con el adolescente Rayouf Alhumedhi para hacer campaña por la creación de un emoji con hiyab. El 17 de julio de 2017, Apple lanzó su versión del emoji hiyab.

### Campañas de micromecenazgo
El 10 de diciembre de 2012, Ohanian se asoció con Lester Chambers para lanzar un proyecto de Kickstarter, con la intención de hacer un nuevo álbum titulado "Lester's Time Has Come". Según la revista Fast Company, Ohanian tenía como objetivo "demostrar que ahora existen nuevas oportunidades de financiación sostenibles para los artistas gracias a plataformas como Kickstarter". Este proyecto recaudó más de $61.000.
Dos años después, Ohanian recaudó $12.244 para la organización sin fines de lucro Black Girls Code. En mayo de 2014, Ohanian lanzó "Save Net Neutrality: Billboard in FCC's Backyard", una campaña de financiación colectiva para protestar contra los planes de la FCC de eliminar la idea de neutralidad de la red.
Al visitar Armenia con motivo del centenario del genocidio armenio, en abril de 2015, Ohanian realizó una gira por las aldeas apoyadas por el Fondo de Niños de Armenia (COAF) en las zonas rurales de Armenia.

## Apoyo a la licencia por paternidad
Tras el nacimiento de su hija, Ohanian se convirtió en un defensor de la licencia por paternidad y escribió un artículo sobre su experiencia tras el nacimiento de su hija en el New York Times. "Después de que mi esposa casi muere al dar a luz, pasé meses en casa cuidando de mi familia". En junio de 2019, anunció sus planes de llevar el proyecto a los legisladores en el Capitolio a fines de 2019 en un esfuerzo por aprobar la legislación sobre licencia familiar remunerada. Ohanian afirmó que "espero reunirme con muchos senadores, representantes, muchos papás, a ambos lados del pasillo, en ambas cámaras de la Legislatura, que quieran que esta sea la ley del país".

## Vida personal
El 29 de diciembre de 2016, Ohanian se comprometió con la tenista Serena Williams. Su hija, Alexis Olympia Ohanian, nació el 1 de septiembre de 2017 en West Palm Beach, Florida. Ohanian y Williams se casaron el 16 de noviembre de 2017 en Nueva Orleans. Ohanian ha dicho que "ver competir a Williams ha cambiado la forma en que mide el éxito en los negocios".
En agosto de 2023 nació su segunda hija con Williams, Adira River Ohanian.
El 28 de noviembre de 2024 se sometió a una cirugía de remoción de nódulos en la tiroides como prevención de un posible cáncer.

## Premios y honores
En 2011 y 2012, Ohanian fue incluido en la lista de Forbes "30 Under 30" como una figura prominente en la industria de la tecnología. En 2013, Ohanian y Erik Martin figuraron como "campeones de la innovación" en la edición del 20.º aniversario de la revista Wired. En 2015, Ohanian fue incluido en la lista de negocios de Crain "40 menores de 40". En 2016, Ohanian fue nombrado una de las "personas más creativas en los negocios" por la revista empresarial Fast Company.
El 21 de mayo de 2020, Ohanian dio el discurso de graduación de la promoción 2020 de la Universidad Johns Hopkins. Otros oradores notables durante la ceremonia virtual incluyeron al filántropo y exalcalde de la ciudad de Nueva York Michael Bloomberg y Anthony Fauci, director del Instituto Nacional de Alergias y Enfermedades Infecciosas y miembro destacado del Grupo de Trabajo sobre el Coronavirus de la Casa Blancal.

## En los medios

### Obras publicadas
Ohanian publicó un libro titulado Without Their Permission: How the 21st Century Will Be Made, Not Managed el 1 de octubre de 2013. El libro se ubicó en cuarto lugar en la lista de best sellers de The Wall Street Journal. Ohanian se embarcó en una gira de cinco meses, atendiendo 75 universidades para promover el libro.

### SerieSmall Empires
En el verano de 2013, se estrenó en The Verge la serie semanal Small Empires with Alexis Ohanian, centrada en nuevas empresas emergentes en la ciudad de Nueva York la cual está presentada por Ohanian. La primera temporada duró nueve episodios. La segunda temporada se estrenó en octubre de 2014.

### Pódcast

#### NYRD Radio
El 15 de octubre de 2014, Ohanian lanzó el podcast NYRD Radio. Entre los invitados al programa se encuentran Tim Ferriss, James Altucher, Carter Cleveland (fundador de Artsy) y Cameron Russell. El podcast presenta un segmento llamado Office Hours, en el que los aspirantes a empresarios pueden postularse para trabajar con él en una idea.

#### Upvoted
El 8 de enero de 2015, Ohanian lanzó el primer episodio del nuevo podcast Upvoted de Reddit, en el que Ohanian profundiza en historias reales encontradas en Reddit y habla con los usuarios involucrados. Cada semana, el podcast se centra en una historia diferente y presenta a un invitado en torno a quien se centra esa historia.